# Sverker Ahde

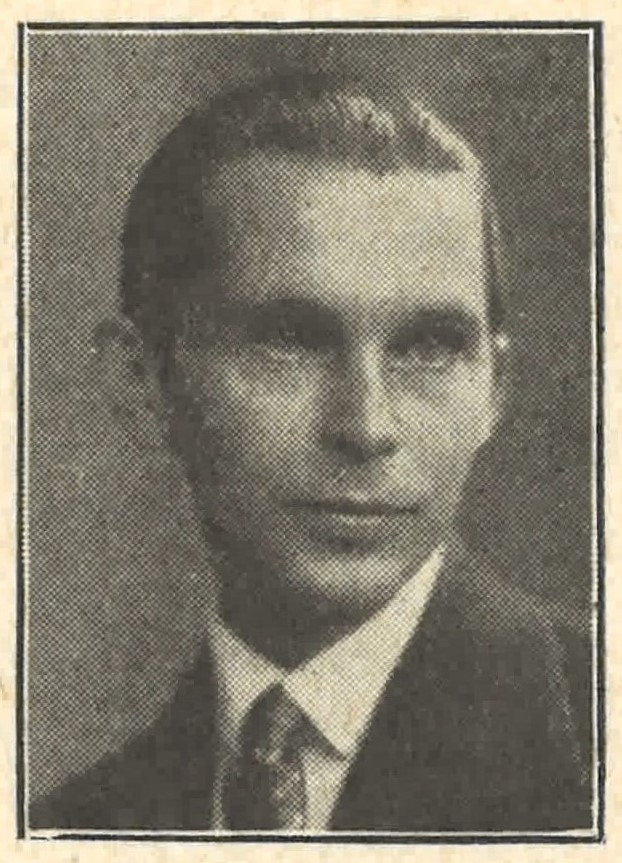
Sverker Ahde på ett foto ur damtidningen Charme 1930.

Nils Sverker Ahde, ursprungligen Svensson, född den 29 januari 1902 i Västra Sallerup, död den 21 april 1970 i Klippan, var en svensk sångtextförfattare och kompositör.  
Han är kompositör till en rad visor med sjötema, däribland En Sjömansvisa (1928) med text av Prins Wilhelm, och Ljusterövalsen tillsammans med Ernfrid Ahlin.
Ahde var sedan 1939 gift med skådespelaren Disa Gillis. De är begravda på Eslövs kyrkogård.

## Filmmusik
- 1949 – Boman får snurren
- 1953 – Folket i fält